# Гайнуллин, Айрат Маратович
Айра́т Мара́тович Гайну́ллин (тат. Айрат Марат улы Гайнуллин; 26 июля 1975, Казань) — российский футболист, защитник, тренер.

## Карьера
Начинал карьеру в 1992 в казанском клубе «Идель». Далее выступал за клубы «КАМАЗ»-д Набережные Челны, «Прогресс» Зеленодольск, «Нефтехимик» Нижнекамск, «Рубин» Казань, «КАМАЗ» Набережные Челны, «Анжи» Махачкала, иркутскую «Звезду», в которой провёл сезон 2006 года во втором дивизионе. В 2007 играл в «Волге» Ульяновск, карьеру же завершил в «Рубине-2» — фарм-клубе казанского «Рубина».
За свою карьеру 5 раза побеждал в турнире второго дивизиона с пятью разными командами, выходившими в первый дивизион: «Рубин» (1997), «Нефтехимик» (2000), «КАМАЗ» (2003), «Звезда» (2006) и «Волга» (2007). В составе «Рубина» участвовал в розыгрыше Кубка России 1997/98, в котором казанский клуб дошёл до четвертьфинала.
Играя в Набережных Челнах, закончил филиал Камского института физкультуры, ныне — Поволжская академия спорта (Казань), там же работал детским тренером, потом — в академии «Рубина». В середине января 2016 года вошёл в тренерский штаб молодёжной команды «Рубина», ДЮСШ «Савиново». В августе 2020 года вернулся в тренерский штаб молодёжной команды «Рубина».